# Lindsay Agnew
Lindsay Elizabeth Agnew (* 31. März 1995 in Kingston, Ontario) ist eine kanadische Fußballspielerin, die seit 2020 beim North Carolina Courage engagiert ist.

## Karriere

### Verein
Während ihres Studiums an der Ohio State University spielte Agnew von 2013 bis 2016 für die dortige Universitätsmannschaft der Ohio State Buckeyes. Im Januar 2017 wurde sie beim College-Draft der NWSL in der zweiten Runde an Position 19 von der Franchise der Washington Spirit unter Vertrag genommen. In Washington kam sie in ihrer ersten Profisaison zu acht Einsätzen, zur Saison 2018 wechselte sie zum Ligakonkurrenten Houston Dash. Nach einem kurzen Abstecher nach Australien wechselte sie zu North Carolina Courage, wurde aber im August 2020 an KIF Örebro ausgeliehen.

### Nationalmannschaft

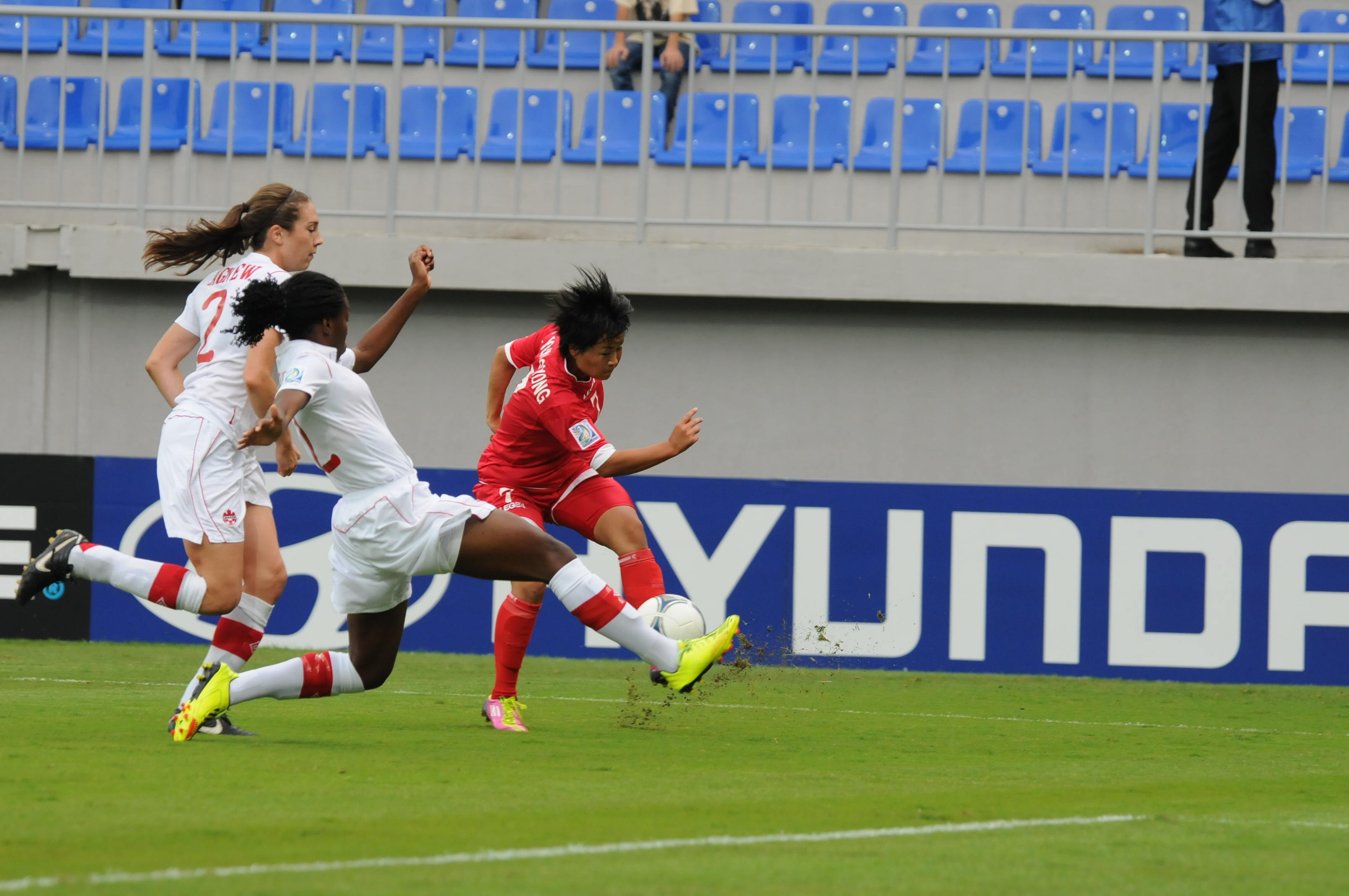
Agnew (links hinten) im Viertelfinale der U-17-WM 2012

Mit der U-17-Nationalmannschaft Kanadas nahm Agnew an der U-17-Fußballweltmeisterschaft 2012 in Aserbaidschan teil. Dort schied Kanada im Viertelfinale gegen die Auswahl Nordkoreas aus. Bei der U-20-Weltmeisterschaft 2012 kam sie lediglich zu einem Einsatz. Am 6. März 2017 debütierte Agnew im Rahmen des Algarve-Cups in der kanadischen A-Nationalmannschaft. Am 25. Mai 2019 wurde sie für die Fußball-Weltmeisterschaft der Frauen 2019 nominiert, kam dort aber zu keinem Einsatz.